# Apple Corps v Apple Computer
Entre 1978 e 2007, houve uma série de disputas legais entre a Apple Corps (propriedade dos Beatles) e a fabricante de computadores Apple Computer (agora Apple Inc.) sobre direitos de marca registrada concorrentes, especificamente sobre o uso do nome "Apple" e seus respectivos logotipos que consistem em um perfil de uma maçã. A Apple Inc. pagou à Apple Corps. em três acordos: US$ 80.000 em 1978, US$ 26,5 milhões em 1991 e US$ 500 milhões em 2007, quando a Apple Inc. adquiriu todas as marcas registradas relacionadas à "Apple".
As disputas forneceram um exemplo notável do teste legal "Um idiota com pressa". Elas também levaram ao incidente de Guy Goma e inspiraram o som de alerta de Sosumi.

## Histórico de disputas de marcas registradas

### 1978–1981
Em 1978, a Apple Corps, a holding fundada pelos Beatles e dona de sua gravadora, a Apple Records, entrou com uma ação judicial contra a Apple Computer por violação de marca registrada. O processo foi resolvido em 1981 pelo valor então não revelado de US$80.000 (equivalente a US$276.700 em 2024) sendo pago à Apple Corps. Como condição do acordo, a Apple Computer concordou em não entrar no negócio da música, e a Apple Corps concordou em não entrar no negócio de computadores.

### 1986–1991
Em 1986, a Apple Computer adicionou recursos de MIDI e gravação de áudio aos seus computadores, o que incluiu colocar o chip de som avançado Ensoniq 5503 DOC do fabricante de sintetizadores Ensoniq no computador Apple IIGS. Em 1989, isso levou a Apple Corps a processar novamente, alegando violação do acordo de liquidação de 1981.
Em 1991, foi alcançado um acordo envolvendo o pagamento de cerca de US$ 26,5 milhões (equivalente a US$61,2 milhões em 2024) para a Apple Corps. Descritos no acordo estavam os respectivos direitos de marca registrada de cada empresa para o termo "Apple". A Apple Corps detinha o direito de usar a Apple em quaisquer "obras criativas cujo conteúdo principal seja música", enquanto a Apple Computer detinha o direito de usar a Apple em "bens ou serviços ... usados para reproduzir, executar, tocar ou de outra forma entregar tal conteúdo", mas não em conteúdo distribuído em mídia física. Em outras palavras, a Apple Computer concordou que não iria empacotar, vender ou distribuir materiais musicais físicos.  

#### Sosumi
Em 1989, quando o processo foi aberto, o funcionário da Apple Computer, Jim Reekes, fazia parte da equipe que trabalhava na atualização do sistema operacional da empresa, o System 7. Ele havia adicionado um som de sistema amostrado chamado Chimes, que o departamento jurídico da empresa temia que agravasse ainda mais o desafio legal. Reekes reenviou com sucesso o nome como sosumi, sem apontar aos advogados da empresa que isso seria lido foneticamente como "so sue me". Por coincidência, o Mac OS 7 foi lançado ao público em 1991, o mesmo ano em que o acordo do processo foi alcançado.

### 2003–2006
Em setembro de 2003, a Apple Corps processou a Apple Computer novamente, desta vez por quebra de contrato, por usar o logotipo da Apple na criação e operação da iTunes Music Store da Apple Computer, o que a Apple Corps alegou ser uma violação do acordo anterior. Alguns observadores acreditavam que a redação do acordo anterior favorecia a Apple Computer neste caso. Outros observadores especularam que se a Apple Corps tivesse sucesso, a Apple Computer seria forçada a oferecer um acordo muito maior, talvez resultando na Apple Corps se tornando uma grande acionista da Apple Computer, ou talvez na Apple Computer dividindo o iPod e os negócios relacionados em uma entidade separada.
Após os esforços malsucedidos da Apple Computer, em 2003 e 2004, para que o processo fosse rejeitado por um tribunal da Califórnia, ou que a jurisdição fosse alterada para a Califórnia por um tribunal inglês, o julgamento foi aberto em 29 de março de 2006 na Inglaterra, perante um único juiz do Tribunal Superior. Nos argumentos iniciais, um advogado da Apple Corps declarou que em 2003, pouco antes do lançamento da loja de música on-line da Apple Computer, a Apple Corps rejeitou uma oferta de US$1 milhão da Apple Computer para usar o nome Apple na loja iTunes.
Em 8 de Maio de 2006, o tribunal decidiu a favor da Apple Computer, com o Juiz Mann a considerar que "nenhuma violação do acordo de marca registada [tinha] sido demonstrada".
O Juiz concentrou-se na secção 4.3 desse acordo:
| “ | 4.3 As partes reconhecem que certos bens e serviços dentro do Campo de Uso da Apple Computer são capazes de fornecer conteúdo dentro do Campo de Uso da Apple Corps. Nesse caso, mesmo que a Apple Corps tenha o direito exclusivo de usar ou autorizar outros a usar as Marcas da Apple Corps em ou em conexão com o conteúdo dentro da subseção 1.3(i) ou (ii) [o catálogo da Apple Corps e qualquer música futura], a Apple Computers [sic] terá o direito exclusivo de usar ou autorizar outros a usar as Marcas da Apple Computer em ou em conexão com bens ou serviços dentro da subseção 1.2 [Campo de Uso da Apple Computer] (como software, hardware ou serviços de transmissão) usados para reproduzir, executar, tocar ou de outra forma fornecer tal conteúdo, desde que não use ou autorize outros a usar as Marcas da Apple Computer em ou em conexão com mídia física que forneça conteúdo pré-gravado dentro da subseção 1.3(i) ou (ii) (como um CD da música dos Rolling Stones). | ” |

O juiz considerou que o uso da Apple Computer estava coberto por esta cláusula.
Em resposta, Neil Aspinall, gerente da Apple Corps, indicou que a empresa não aceitou a decisão: "Com grande respeito ao juiz de primeira instância, consideramos que ele chegou à conclusão errada. [...] Portanto, entraremos com um recurso e levaremos o caso novamente ao Tribunal de Apelação." O julgamento ordena que a Apple Corps pague os custos legais da Apple Computer em um valor estimado de £2 milhões, mas, enquanto aguarda o recurso, o juiz recusou o pedido da Apple Computer de um pagamento provisório de £1,5 milhão.
O veredito coincidentemente levou ao incidente de Guy Goma na BBC News 24, no qual um candidato a emprego apareceu erroneamente no ar após ser confundido com o especialista em computação Guy Kewney.

### 2007
Houve uma sugestão de que as relações entre as empresas estavam melhorando na conferência Macworld de janeiro de 2007, quando o CEO da Apple Inc., Steve Jobs, destacou bastante o conteúdo dos Beatles em sua apresentação principal e demonstração do iPhone. Durante a conferência All Things Digital daquele ano, Jobs citou a música dos Beatles "Two of Us" em referência ao seu relacionamento com o co-painelista presidente da Microsoft, Bill Gates. Especulações abundaram sobre a tão esperada chegada da música dos Beatles à iTunes Store.
Conforme revelado em 5 de fevereiro de 2007, a Apple Inc. e a Apple Corps chegaram a um acordo sobre sua disputa de marca registrada, segundo o qual a Apple Inc. deterá todas as marcas registradas relacionadas à "Apple" e licenciará algumas dessas marcas registradas de volta para a Apple Corps para seu uso contínuo. O acordo encerra o processo de marca registrada em andamento entre as empresas, com cada parte arcando com seus próprios custos legais, e a Apple Inc. continuará usando seu nome e logotipos no iTunes. O acordo inclui termos que são confidenciais, embora relatos de jornais na época tenham declarado que a Apple Computer estava comprando os direitos de marca registrada da Apple Corps por um total de US$ 500 milhões.
Comentando sobre o acordo, o CEO da Apple Inc., Steve Jobs, disse: "Nós amamos os Beatles, e tem sido doloroso estar em desacordo com eles sobre essas marcas registradas. É ótimo resolver isso de uma maneira positiva, e de uma forma que deve remover o potencial de mais desentendimentos no futuro."
Comentando sobre o acordo em nome dos acionistas da Apple Corps, Neil Aspinall, gerente da Apple Corps, disse: "É ótimo deixar essa disputa para trás e seguir em frente. Os próximos anos serão tempos muito emocionantes para nós. Desejamos à Apple Inc. todo o sucesso e esperamos muitos anos de cooperação pacífica com eles."
Relatórios em abril de 2007 de que a Apple Corps havia resolvido outra disputa de longa data com a EMI (e que Neil Aspinall havia se aposentado e sido substituído por Jeff Jones) alimentaram ainda mais as especulações da mídia de que o catálogo dos Beatles apareceria no iTunes.

Antes do lançamento em junho de 2007 do álbum solo de Paul McCartney, Memory Almost Full, a Apple exibiu um anúncio para seu single "Dance Tonight", promovendo seus iPods. Mais tarde, em setembro do mesmo ano, um comunicado de imprensa da Apple para o novo iPod touch, atualizações relacionadas ao iPod e corte de preço do iPhone foi intitulado "The Beat Goes On", o título do último comunicado de imprensa dos Beatles antes da separação. Embora o conteúdo dos Beatles ainda não estivesse disponível na loja iTunes, o trabalho solo de cada Beatle podia ser acessado e baixado neste serviço. McCartney foi citado na Rolling Stone dizendo que seu catálogo seria lançado por meio de lojas de música digital como o iTunes no primeiro trimestre de 2008, mas isso não aconteceu até 2010.